# Conseil de l'agriculture française
Pour les articles homonymes, voir CAF.
Le Conseil de l'agriculture française (CAF) est créé en 1966 pour coordonner l'action des "quatre grands", c'est-à-dire deux fédérations syndicales (FNSEA, CNJA), la confédération des organisations économiques mutualistes (CNMCCA) et les chambres d'agriculture (APCA). Cette coordination permet de définir des positions communes afin de négocier avec les pouvoirs publics et permet d'instaurer une cogestion entre les pouvoirs publics et la profession agricole dans les années soixante.
Des associations similaires existent dans de nombreux départements (Conseil de l'agriculture de la Loire ou CGA-Union départementale de l'Ain) et régions (Conseil de l'agriculture de Rhône-Alpes)

## Composition du CAF
- Fédération nationale des syndicats d'exploitants agricoles (FNSEA)
- Jeunes Agriculteurs (JA)
- Confédération nationale de la mutualité, de la coopération et du crédit agricoles (CNMCCA)

L'Assemblée permanente des chambres d'agriculture (APCA) est membre associé du CAF.